# الصندوق (فلم)
الصندوق (بالإنجليزية: The Box) هو فيلم خيال علمي ورعب أمريكي، من إخراج ريتشارد كيلي وبطولة كاميرون دياز وجيمس مارسدن.

## القصة
تقع أحداث الفيلم في عام 1976 حول الزوجين الأمريكيين نورما وآرثر. هي تعمل كمدرسة، وهو يعمل في مشروع في وكالة «ناسا». لهما طفل اسمه «والتر»
ذات صباح، تفتح «نورما» الباب لتجد صندوقاً ومعه رسالة. ما الذي يحتوي عليه الصندوق؟ الصندوق يحتوي على زر! فقط زر محاط بصندوق زجاجي. الرسالة تقول إنهما (هي وزوجها) سيتلقيان زيارة من السيد «أرلينجتون ستيوارد» في الخامسة مساء ذلك اليوم. وبالفعل، في الخامسة يأتي «أرلينجتون»، رجل له نصف وجه
الرجل المريب يحمل معه حقيبة، تحتوي على مليون دولار! ويخبرها في أن الصندوق يحتوي على زر، لو قررا هي و«أرثر» ضغطه، سيقتل شخص ما في هذا العالم، وسيحصلان على المليون دولار فوراً! هما لن يعرفا الشخص الذي سيقتل، وسينتقل عندها الصندوق إلى زوجين جديدين. الموضوع كله أشبه بمزحة عملية ثقيلة، من الطراز الذي يقوم به شباب الجامعات.
عندما يعود «أرثر» إلى المنزل تخبره «نورما» بما حدث وبفحوى المقابلة، فيسخر من الموضوع برمته، ثم يغلب عليه فضوله العلمي فيبدأ بفحص الصندوق، ولكنه يجد أن الزر غير متصل بأي شيء على الإطلاق! لا أسلاك، لا دوائر كهربائية، لا رقاقات اليكترونية، حرفياً لا شيء! مجرد زر داخل صندوق! ا، ويشعر أرثر ان هذا الموضوع برمته دعابة سخيفة من شخص ما. وبينما هما يتناقشان حول ضغط الزر من عدمه، مليون دولار مبلغ غير هين، لو كانت دعابة فلا ضرر سيقع، وغالبا لن يحصلا على شيء، ولكن ماذا لو لم تكن دعابة؟ المبلغ كفيل بحل مشاكلهما للأبد، ولكن هذا معناه أن هناك من سيفقد حياته! هنا، تندفع «نورما» وتضغط الزر، وقبل أن يصلا إلى قرار، ليعود الزر كما كان بعد ضغطه! هنا، يقرع جرس الباب بعدها بدقيقة ليظهر «أرلينجتون» (كيف عرف أنهما ضغطا الزر؟ هذا مريب !)، ويسلم «أرثر» حقيبة الأموال، ويسترد الصندوق، ثم يخبره ما يوحي بأن واحد من أسرته قد يصبح هو الضحية عند ضغط الزر إذا تحدثا في الموضوع مع أي انسان، وينصرف تاركاً «أرثر» يضرب أخماساً في أسداس!
نعلم بعد ذلك أن هناك رجل أطلق النار على زوجته في موضع القلب ولاذ بالهرب، ووجدت الشرطة ابنته الصغيرة محبوسة في حمام المنزل. هل هي مصادفة عندما يكتشف «أرثر» أن الرجل قتل زوجته في نفس اللحظة التي ضغطت فيها «نورما» الزر؟ ربما. تبدأ الأحداث في التصاعد، عندما يكتشف «أرثر» أنه و«نورما» لم يكونا أول زوجين يتلقيان هذا العرض السخي، ويوضعا في الاختبار الرهيب! أضف إلى ذلك، المصادفات التي تنكشف الواحدة تلو الأخرى ولها علاقة بعمل «أرثر» في وكالة «ناسا»، ومشروع المريخ، لنجد رابط يصل بنا إلى كائنات فضائية! لقد سيطرت الكائنات على عدد من البشر، وأولهم هو «أرلينجتون» الذي يعمل كوسيط لدى الكائنات، الذين يختبرون البشر، ليحاولوا اكتشاف هل الجنس البشري يستحق الاستمرار فعلا أم لا! أضف على ذلك الرعب والتوتر عندما تجد أناساً يحدقون إليك بتلك الطريقة الموحية بالإستحواذ!
كما بدأ الفيلم باختيار، ينتهي باختيار ولكنه أصعب هذه المرة! «والتر» حبيس حمام المنزل وقد فقد حاستي السمع والرؤية! يتم اخبار «أرثر» أن عليه أن يطلق الرصاص على قلب «نورما» لكي يستعيد «والتر» حواسه المفقودة، وعندها سيتم وضع المليون دولار في وديعة تصرف لصالح «والتر» حتى يبلغ ال18 من العمر ويستطيع وقتها أن يتسلم المبلغ كاملاً. البديل هو أن ينعم الزوجان بالمليون دولار وطفل فاقد السمع والبصر! تبدأ النقاشات بين «نورما» و«والتر» حول الخيارات المطروحة والتي بالنسبة «لأرثر» تبدو مستحيلة تماماً، بينما بالنسبة «لنورما» تبدو منطقية وعادلة، لقد ضغطت الزر وعليها أن تدفع الثمن، وفي اللحظة التي يطلق فيها «أرثر» الرصاص على قلب «نورما» تنتقل الكاميرا على مشهد به زوجين أخرين يضغطان الزر داخل الصندوق! فقط، لتستمر القصة

## وصلات خارجية
- الموقع الرسمي
- مقالات تستعمل روابط فنية بلا صلة مع ويكي بيانات